# Миргородська (мінеральна вода)

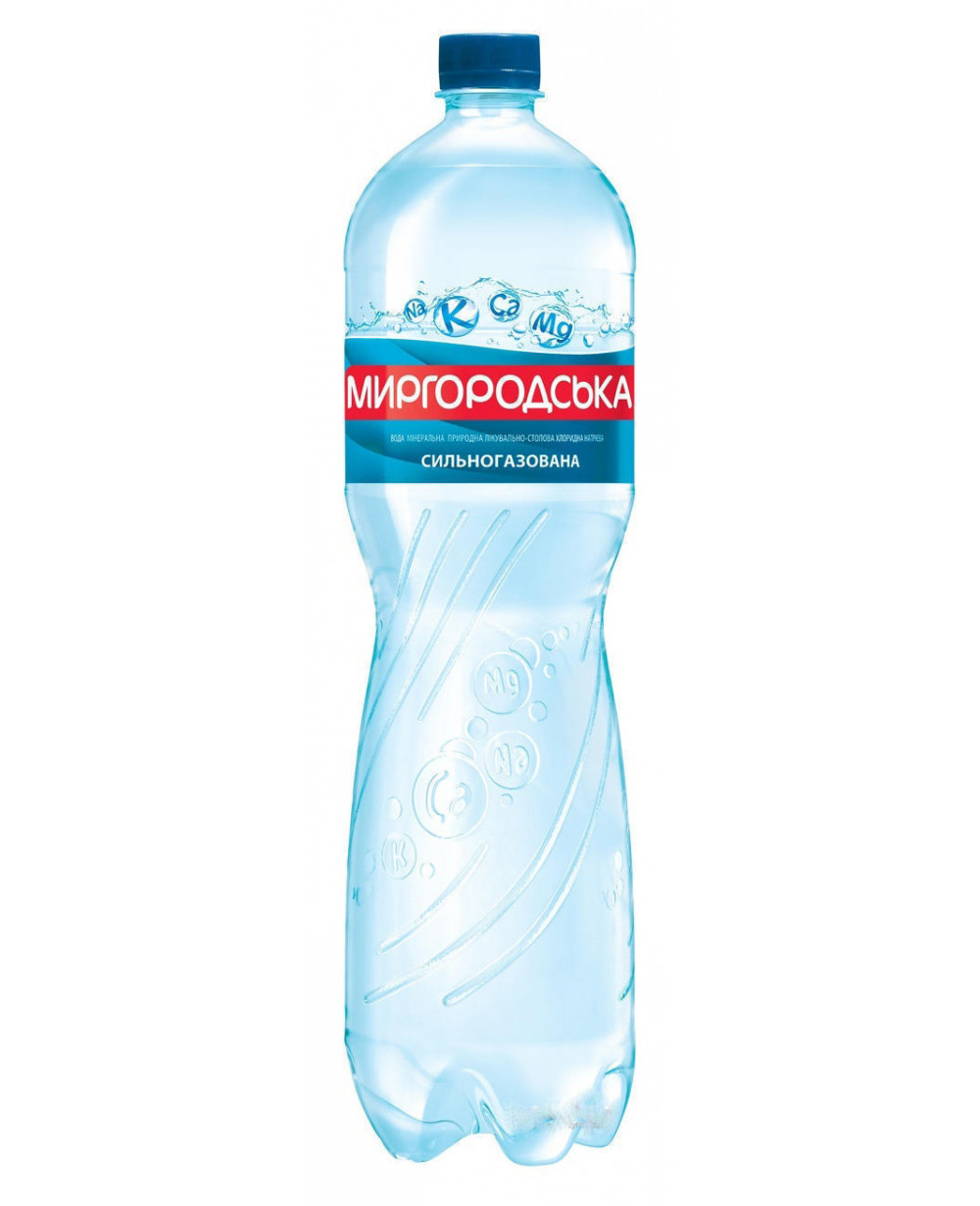
Мінеральна вода «Миргородська», 2021 р.

«Миргородська» — український бренд мінеральної води, яку з 1927 року видобувають із родовища в Миргороді на Полтавщині. З 1996 року бренд належить компанії IDS Ukraine.

## Асортимент
- «Миргородська» (сильногазована)
- «Миргородська Лагідна» (слабогазована/негазована)

### Мінеральний склад (мг/дм3)[1]
| «Миргородська» (сильногазована)                             | «Миргородська Лагідна» (слабогазована/негазована)  |
| ----------------------------------------------------------- | -------------------------------------------------- |
| Аніони                                                      |                                                    |
| Гідрокарбонати: 150—450 Сульфати: 50-250 Хлориди: 1000—2500 | Гідрокарбонати: 350—500 Сульфати: <50 Хлориди: <50 |
| Катіони                                                     |                                                    |
| Кальцій: 30-200 Магній: <50 Натрій + калій: 600—1200        | Кальцій: 50-100 Магній: <30 Натрій + калій: 25-80  |

## Виробництво
«Миргородська» та «Миргородська Лагідна» розливаються на Миргородському заводі мінеральних вод (МЗМВ). Підприємство оснащене сучасним обладнанням, сертифіковане за міжнародними стандартами, тому є одним із передових у галузі.[джерело?]
Миргородський завод мінеральних вод був заснований у 1927 році. В 70-ті роки постало питання про будівництво нового заводу, оскільки старий вичерпав свій ресурс з випуску продукції. 30 грудня 1974 року в експлуатацію було введено новий завод.
1994 рік. МЗМВ став закритим акціонерним товариством. Була проведена реконструкція виробничих потужностей, спрямована на забезпечення високої якості продукції при більшій продуктивності.
1995 рік. На МЗМВ встановлена лінія KHS (Німеччина) з розливу мінеральної води в ПЕТ-тару місткістю 1,5 л.
1996 рік. МЗМВ розпочав співробітництво з компанією ЗАТ ІДС (IDS Ukraine).
1998 рік. Введена в експлуатацію лінія № 2 з розливу мінеральної води та безалкогольних напоїв у ПЕТ-тару місткістю 0,5, 1,0, 1,5 л. Технічне переоснащення дало можливість збільшити випуск продукції майже в 1,6 раза у порівнянні з 1997 роком.
2006 рік. Введена в експлуатацію найпотужніша на той час лінія з розливу мінеральної води продуктивністю 24 тис. пляшок за годину. З автоматизованої лінії Krones (Німеччина) сходить 8 пляшок за секунду.

### Системи контролю та стандарти
У 2001 році МЗМВ отримав сертифікат № 84161 відповідності системи якості вимогам міжнародного стандарту ISO 9002.
У 2006 році було отримано міжнародний сертифікат НАССР, на підприємстві діє система управління якістю, сертифікована на відповідність ISO 9001:2001.